# Lista de filme Aesop's Film Fables
Aceasta este lista completă de filme a seriei Aesop's Film Fables produsă de Aesop's Fables Studio între 1921 și 1929. Toate filmele sunt produse în alb-negru, fără sonor și sunt regizate de Paul Terry (alte surse afirmă că printre regizori se găsesc și John Foster, Frank Moser, Harry Bailey și Hugh Shields).

## Filmografie
Au fost produse 441 de filme. Steluța (*) indică faptul că data premierei este neconfirmată oficial. Lista cuprinde doar filmele mute. Pentru filmele cu sonor vedeți și Aesop's Sound Fables. Filmele au fost realizate cu o cadență de un film pe săptămână.
| Nr. | Titlu                              | Regia                    | Data premierei     | Observații      |
| --- | ---------------------------------- | ------------------------ | ------------------ | --------------- |
| 1   | The Bear and the Bees              | Paul Terry               | 8 mai 1921*        |                 |
| 2   | Hare and Frogs                     | Paul Terry               | 15 mai 1921*       |                 |
| 3   | A Cat's Life                       | Paul Terry               | 22 mai 1921*       | Farmer Al Falfa |
| 4   | Day at the Park                    | Paul Terry               | 29 mai 1921*       | Farmer Al Falfa |
| 5   | Wonders of the Deep                | Paul Terry               | 5 iunie 1921*      | Farmer Al Falfa |
| 6   | The Lioness and the Bugs           | Paul Terry               | 12 iunie 1921      |                 |
| 7   | The Goose That Laid the Golden Egg | Paul Terry               | 19 iunie 1921      |                 |
| 8   | Mice in Council                    | Paul Terry               | 26 iunie 1921      |                 |
| 9   | The Rooster and the Eagle          | Paul Terry               | 3 iulie 1921       |                 |
| 10  | The Ants and the Grasshopper       | Paul Terry               | 10 iulie 1921      |                 |
| 11  | Cats at Law                        | Paul Terry               | 17 iulie 1921      |                 |
| 12  | The Country Mouse                  | Paul Terry               | 31 iulie 1921      |                 |
| 13  | The Cat and the Canary             | Paul Terry               | 7 august 1921      |                 |
| 14  | The Fox and the Crow               | Paul Terry               | 14 august 1921     |                 |
| 15  | The Donkey in Lion's Skin          | Paul Terry               | 21 august 1921     |                 |
| 16  | Mice at War                        | Paul Terry               | 28 august 1921     |                 |
| 17  | The Fashionable Fox                | Paul Terry               | 11 septembrie 1921 |                 |
| 18  | The Hermit and the Bear            | Paul Terry               | 18 septembrie 1921 |                 |
| 19  | The Hare and the Tortoise          | Paul Terry               | 25 septembrie 1921 |                 |
| 20  | The Wolf and the Crane             | Paul Terry               | 2 octombrie 1921   |                 |
| 21  | Venus and the Cat                  | Paul Terry               | 9 octombrie 1921   |                 |
| 22  | The Frog and the Ox                | Paul Terry               | 16 octombrie 1921  |                 |
| 23  | The Dog and the Bone               | Paul Terry               | 23 octombrie 1921  |                 |
| 24  | The Cat and the Monkey             | Paul Terry               | 30 octombrie 1921  |                 |
| 25  | The Fox and the Goat               | Paul Terry               | 6 noiembrie 1921   |                 |
| 26  | The Owl and the Grasshopper        | Paul Terry               | 13 noiembrie 1921  |                 |
| 27  | The Woman and the Hen              | Paul Terry               | 20 noiembrie 1921  |                 |
| 28  | The Frogs That Wanted a King       | Paul Terry               | 27 noiembrie 1921  |                 |
| 29  | The Fly and the Ant                | Paul Terry               | 4 decembrie 1921   |                 |
| 30  | The Conceited Donkey               | Paul Terry               | 11 decembrie 1921  |                 |
| 31  | Cat and Mice                       | Paul Terry               | 13 decembrie 1921  |                 |
| 32  | The Wolf and the Kid               | Paul Terry               | 18 decembrie 1921  |                 |
| 33  | The Wayward Dog                    | Paul Terry               | 25 decembrie 1921  |                 |
| 34  | The Dog and the Mosquito           | Paul Terry               | 8 ianuarie 1922    |                 |
| 35  | The Dog and the Flea               | Paul Terry               | 15 ianuarie 1922   |                 |
| 36  | The Miller and the Donkey          | Paul Terry               | 29 ianuarie 1922   |                 |
| 37  | The Fox and the Grapes             | Paul Terry               | 5 februarie 1922   |                 |
| 38  | The Villain in Disguise            | Paul Terry               | 12 februarie 1922  |                 |
| 39  | The Dog and the Thief              | Paul Terry               | 19 februarie 1922  |                 |
| 40  | The Cat and the Swordfish          | Paul Terry               | 26 februarie 1922  |                 |
| 41  | The Tiger and the Donkey           | Paul Terry               | 5 martie 1922      |                 |
| 42  | The Spendthrift                    | Paul Terry               | 12 martie 1922     |                 |
| 43  | The Farmer and the Ostrich         | Paul Terry               | 19 martie 1922     | Farmer Al Falfa |
| 44  | The Dissatisfied Cobbler           | Paul Terry               | 26 martie 1922     |                 |
| 45  | The Lion and the Mouse             | Paul Terry               | 2 aprilie 1922     |                 |
| 46  | The Rich Cat and the Poor Cat      | Paul Terry               | 9 aprilie 1922     |                 |
| 47  | The Wolf in Sheep's Clothing       | Paul Terry               | 16 aprilie 1922    |                 |
| 48  | The Wicked Cat                     | Paul Terry               | 23 aprilie 1922    |                 |
| 49  | The Boy and His Dog                | Paul Terry               | 30 aprilie 1922    |                 |
| 50  | The Eternal Triangle               | Paul Terry               | 7 mai 1922         |                 |
| 51  | The Model Dairy                    | Paul Terry               | 14 mai 1922        |                 |
| 52  | Love at First Sight                | Paul Terry               | 21 mai 1922        |                 |
| 53  | The Hunter and His Dog             | Paul Terry               | 28 mai 1922        |                 |
| 54  | The Dog and the Wolves             | Paul Terry               | 4 iunie 1922       |                 |
| 55  | The Maid and the Millionaire       | Paul Terry               | 11 iunie 1922      |                 |
| 56  | The Farmer and His Cat             | Paul Terry               | 18 iunie 1922      | Farmer Al Falfa |
| 57  | The Cat and the Pig                | Paul Terry               | 25 iunie 1922      |                 |
| 58  | The Country Mouse and the City Cat | Paul Terry               | 2 iulie 1922       |                 |
| 59  | Crime in a Big City                | Paul Terry               | 9 iulie 1922       |                 |
| 60  | Brewing Trouble                    | Paul Terry               | 16 iulie 1922      |                 |
| 61  | The Mischievous Cat                | Paul Terry               | 23 iulie 1922      |                 |
| 62  | The Worm That Turned               | Paul Terry               | 30 iulie 1922      |                 |
| 63  | The Boastful Cat                   | Paul Terry               | 6 august 1922      |                 |
| 64  | The Dog and the Fish               | Paul Terry               | 13 august 1922     |                 |
| 65  | The Farmer and the Mice            | Paul Terry               | 20 august 1922     | Farmer Al Falfa |
| 66  | The Mechanical Horse               | Paul Terry               | 27 august 1922     |                 |
| 67  | Fearless Fido                      | Paul Terry               | 3 septembrie 1922  |                 |
| 68  | The Boy and the Bear               | Paul Terry               | 10 septembrie 1922 |                 |
| 69  | The Two Explorers                  | Paul Terry               | 17 septembrie 1922 |                 |
| 70  | Two Slick Traders                  | Paul Terry               | 24 septembrie 1922 |                 |
| 71  | The Big Flood                      | Paul Terry               | 1 octombrie 1922   |                 |
| 72  | The Hated Rivals                   | Paul Terry               | 8 octombrie 1922   |                 |
| 73  | The Rolling Stone                  | Paul Terry               | 9 octombrie 1922   |                 |
| 74  | Two of a Trade                     | Paul Terry               | 15 octombrie 1922  | Farmer Al Falfa |
| 75  | The Romantic Mouse                 | Paul Terry               | 22 octombrie 1922  |                 |
| 76  | Henpecked Henry                    | Paul Terry               | 29 octombrie 1922  |                 |
| 77  | The Elephant's Trunk               | Paul Terry               | 5 noiembrie 1922   |                 |
| 78  | The Enchanted Fiddle               | Paul Terry               | 12 noiembrie 1922  |                 |
| 79  | The Fortune Hunters                | Paul Terry               | 26 noiembrie 1922  |                 |
| 80  | Friday the 13th                    | Paul Terry               | 3 decembrie 1922   |                 |
| 81  | The Man Who Laughed                | Paul Terry               | 10 decembrie 1922  |                 |
| 82  | Henry's Busted Romance             | Paul Terry               | 17 decembrie 1922  |                 |
| 83  | The Dog's Paradise                 | Paul Terry               | 24 decembrie 1922  |                 |
| 84  | Two Trappers                       | Paul Terry               | 24 decembrie 1922  |                 |
| 85  | Chemistry Lesson                   | Paul Terry               | 29 decembrie 1922  | Farmer Al Falfa |
| 86  | The Frog and the Catfish           | Paul Terry               | 7 ianuarie 1923    |                 |
| 87  | A Stone Age Romeo                  | Paul Terry               | 14 ianuarie 1923   |                 |
| 88  | Cheating the Cheater               | Paul Terry               | 21 ianuarie 1923   |                 |
| 89  | A Fisherman's Jinx                 | Paul Terry               | 28 ianuarie 1923   |                 |
| 90  | A Raisin and a Cake of Yeast       | Paul Terry               | 4 februarie 1923   |                 |
| 91  | The Gliders                        | Paul Terry               | 11 februarie 1923  |                 |
| 92  | Troubles on the Ark                | Paul Terry               | 18 februarie 1923  |                 |
| 93  | The Mysterious Hat                 | Paul Terry               | 25 februarie 1923  |                 |
| 94  | The Spider and the Fly             | Paul Terry               | 4 martie 1923      |                 |
| 95  | The Traveling Salesman             | Paul Terry               | 11 martie 1923     | Farmer Al Falfa |
| 96  | The Sheik                          | Paul Terry               | 18 martie 1923     |                 |
| 97  | The Alley Cat                      | Paul Terry               | 25 martie 1923     |                 |
| 98  | Farmer Al Falfa's Bride            | Paul Terry               | 1 aprilie 1923     | Farmer Al Falfa |
| 99  | Day by Day in Every Way            | Paul Terry               | 8 aprilie 1923     | Farmer Al Falfa |
| 100 | One Hard Pull                      | Paul Terry               | 15 aprilie 1923    | Farmer Al Falfa |
| 101 | The Gamblers                       | Paul Terry               | 22 aprilie 1923    |                 |
| 102 | The Jolly Rounders                 | Paul Terry               | 29 aprilie 1923    |                 |
| 103 | Pharaoh's Tomb                     | Paul Terry               | 6 mai 1923         |                 |
| 104 | The Mouse Catcher                  | Paul Terry               | 13 mai 1923        |                 |
| 105 | The Fish Story                     | Paul Terry               | 20 mai 1923        |                 |
| 106 | Amateur Night on the Ark           | Paul Terry               | 27 mai 1923        | Farmer Al Falfa |
| 107 | Spooks                             | Paul Terry               | 3 iunie 1923       |                 |
| 108 | The Stork's Mistake                | Paul Terry               | 10 iunie 1923      |                 |
| 109 | Springtime                         | Paul Terry               | 17 iunie 1923      | Farmer Al Falfa |
| 110 | The Burglar Alarm                  | Paul Terry               | 24 iunie 1923      |                 |
| 111 | The Beauty Parlor                  | Paul Terry               | 1 iulie 1923       |                 |
| 112 | The Covered Pushcart               | Paul Terry               | 8 iulie 1923       |                 |
| 113 | Pace That Kills                    | Paul Terry               | 15 iulie 1923      |                 |
| 114 | Mysteries of the Seas              | Paul Terry               | 22 iulie 1923      |                 |
| 115 | On the Air                         | Paul Terry               | 29 iulie 1923*     | Farmer Al Falfa |
| 116 | Nine of Spades                     | Paul Terry               | 2 august 1923      |                 |
| 117 | Marathon Dancers                   | Paul Terry               | 5 august 1923      | Farmer Al Falfa |
| 118 | Pearl Divers                       | Paul Terry               | 12 august 1923     |                 |
| 119 | The Bad Bandit                     | Paul Terry               | 19 august 1923     |                 |
| 120 | Great Explorers                    | Paul Terry               | 26 august 1923     |                 |
| 121 | The Cat That Failed                | Paul Terry               | 2 septembrie 1923  |                 |
| 122 | Walrus Hunters                     | Paul Terry               | 9 septembrie 1923  |                 |
| 123 | The Cat's Revenge                  | Paul Terry               | 16 septembrie 1923 |                 |
| 124 | Derby Day                          | Paul Terry               | 23 septembrie 1923 |                 |
| 125 | The Thoroughbred                   | Paul Terry               | 29 septembrie 1923 |                 |
| 126 | Love in a Cottage                  | Paul Terry               | 30 septembrie 1923 |                 |
| 127 | The Cat's Whiskers                 | Paul Terry               | 7 octombrie 1923   |                 |
| 128 | The High Flyers                    | Paul Terry               | 14 octombrie 1923  |                 |
| 129 | Aged in the Wood                   | Paul Terry               | 21 octombrie 1923  |                 |
| 130 | The Circus                         | Paul Terry               | 28 octombrie 1923  |                 |
| 131 | A Barnyard Rodeo                   | Paul Terry               | 4 noiembrie 1923   |                 |
| 132 | Do Women Pay?                      | Paul Terry               | 11 noiembrie 1923  |                 |
| 133 | Farmer Al Falfa's Pet Cat          | Paul Terry               | 18 noiembrie 1923  | Farmer Al Falfa |
| 134 | Happy Go Luckies                   | Paul Terry               | 25 noiembrie 1923  |                 |
| 135 | The Animal Aviators                | Paul Terry               | 29 noiembrie 1923* |                 |
| 136 | The Five Fifteen                   | Paul Terry               | 2 decembrie 1923   |                 |
| 137 | A Dark Horse                       | Paul Terry               | 9 decembrie 1923   |                 |
| 138 | Wedding Bells                      | Paul Terry               | 13 decembrie 1923* | Farmer Al Falfa |
| 139 | The Cat Came Back                  | Paul Terry               | 16 decembrie 1923  |                 |
| 140 | Five Orphans of the Storm          | Paul Terry               | 22 decembrie 1923  |                 |
| 141 | The Good Old Days                  | Paul Terry               | 24 decembrie 1923  |                 |
| 142 | The Best Man Wins                  | Paul Terry               | 30 decembrie 1923  |                 |
| 143 | Animals Fair                       | Paul Terry               | 13 ianuarie 1924   |                 |
| 144 | The Black Sheep                    | Paul Terry               | 20 ianuarie 1924   |                 |
| 145 | The Morning After                  | Paul Terry               | 27 ianuarie 1924   |                 |
| 146 | Rat's Revenge                      | Paul Terry               | 3 februarie 1924   |                 |
| 147 | Good Old College Days              | Paul Terry               | 10 februarie 1924  |                 |
| 148 | Rural Romance                      | Paul Terry               | 17 februarie 1924  |                 |
| 149 | Captain Kidder                     | Paul Terry               | 24 februarie 1924  |                 |
| 150 | Herman the Great Mouse             | Paul Terry               | 2 martie 1924      |                 |
| 151 | All-Star Cast                      | Paul Terry               | 9 martie 1924      |                 |
| 152 | Why Mice Leave Home                | Paul Terry               | 16 martie 1924     |                 |
| 153 | From Rags to Riches                | Paul Terry               | 23 martie 1924     |                 |
| 154 | The Champion                       | Paul Terry               | 30 martie 1924     |                 |
| 155 | Running Wild                       | Paul Terry               | 6 aprilie 1924     |                 |
| 156 | If Noah Lived Today                | Paul Terry               | 13 aprilie 1924    |                 |
| 157 | Trip to the Pole                   | Paul Terry               | 20 aprilie 1924    |                 |
| 158 | An Ideal Farm                      | Paul Terry               | 27 aprilie 1924    | Farmer Al Falfa |
| 159 | Homeless Pup                       | Paul Terry               | 4 mai 1924         |                 |
| 160 | When Winter Comes                  | Paul Terry               | 11 mai 1924        |                 |
| 161 | Jealous Fisherman                  | Frank Moser              | 18 mai 1924        |                 |
| 162 | Jolly Jail Bird                    | Paul Terry               | 25 mai 1924        |                 |
| 163 | One Good Turn                      | Paul Terry               | 1 iunie 1924       |                 |
| 164 | The Flying Carpet                  | Paul Terry               | 8 iunie 1924       |                 |
| 165 | That Old Can of Mine               | Paul Terry               | 15 iunie 1924      |                 |
| 166 | The Organ Grinders                 | Paul Terry               | 22 iunie 1924      |                 |
| 167 | Home Talent                        | Paul Terry               | 29 iunie 1924      |                 |
| 168 | Body in the Bag                    | Paul Terry               | 6 iulie 1924       |                 |
| 169 | Desert Sheiks                      | Paul Terry               | 13 iulie 1924      |                 |
| 170 | A Woman's Honor                    | Paul Terry               | 20 iulie 1924      |                 |
| 171 | The Sport of Kings                 | Paul Terry               | 27 iulie 1924      |                 |
| 172 | Flying Fever                       | Paul Terry               | 3 august 1924      |                 |
| 173 | Amelia Comes Back                  | Paul Terry               | 10 august 1924     |                 |
| 174 | House Cleaning                     | Paul Terry               | 17 august 1924     |                 |
| 175 | The Prodigal Pup                   | Paul Terry               | 24 august 1924     |                 |
| 176 | Message from the Sea               | Paul Terry               | 31 august 1924     |                 |
| 177 | Barnyard Olympics                  | Paul Terry               | 7 septembrie 1924  | Farmer Al Falfa |
| 178 | In the Good Old Summertime         | Paul Terry               | 14 septembrie 1924 |                 |
| 179 | The Mouse That Turned              | Paul Terry               | 21 septembrie 1924 |                 |
| 180 | Hawks of the Sea                   | Paul Terry               | 28 septembrie 1924 |                 |
| 181 | Noah's Outing                      | Paul Terry               | 5 octombrie 1924   |                 |
| 182 | Lighthouse by the Sea              | Paul Terry               | 12 octombrie 1924  |                 |
| 183 | Black Magic                        | Paul Terry               | 19 octombrie 1924  |                 |
| 184 | Monkey Business                    | Paul Terry               | 26 octombrie 1924  |                 |
| 185 | The Cat and the Magnet             | Paul Terry               | 2 noiembrie 1924   | Farmer Al Falfa |
| 186 | Sharp Shooters                     | Paul Terry               | 9 noiembrie 1924   |                 |
| 187 | She Knew Her Man                   | Paul Terry               | 16 noiembrie 1924  |                 |
| 188 | Good Old Circus Days               | Paul Terry               | 23 noiembrie 1924  |                 |
| 189 | Lumber Jacks                       | Paul Terry               | 30 noiembrie 1924  |                 |
| 190 | She's in Again                     | Paul Terry               | 7 decembrie 1924   | Farmer Al Falfa |
| 191 | Noah's Athletic Club               | Paul Terry               | 14 decembrie 1924  |                 |
| 192 | Mysteries of Old Chinatown         | Paul Terry               | 21 decembrie 1924  |                 |
| 193 | Down on the Farm                   | Paul Terry               | 28 decembrie 1924  | Farmer Al Falfa |
| 194 | On the Ice                         | Paul Terry               | 4 ianuarie 1925    |                 |
| 195 | One Game Pup                       | Paul Terry               | 11 ianuarie 1925   |                 |
| 196 | African Huntsmen                   | Paul Terry               | 18 ianuarie 1925   |                 |
| 197 | Hold That Thought                  | Paul Terry               | 25 ianuarie 1925   |                 |
| 198 | Biting the Dust                    | Paul Terry               | 1 februarie 1925   |                 |
| 199 | Transatlantic Flight               | Paul Terry               | 8 februarie 1925   |                 |
| 200 | Bigger and Better Jails            | Paul Terry               | 15 februarie 1925  |                 |
| 201 | Fisherman's Luck                   | Paul Terry               | 22 februarie 1925  |                 |
| 202 | Clean-Up Week                      | Paul Terry               | 1 martie 1925      |                 |
| 203 | In Dutch                           | Paul Terry               | 8 martie 1925      | Farmer Al Falfa |
| 204 | Jungle Bike Riders                 | Paul Terry               | 15 martie 1925     | Farmer Al Falfa |
| 205 | The Pie Man                        | Paul Terry               | 22 martie 1925     |                 |
| 206 | At the Zoo                         | Paul Terry               | 29 martie 1925     |                 |
| 207 | Housing Shortage                   | Paul Terry               | 5 aprilie 1925     |                 |
| 208 | S.O.S.                             | Paul Terry               | 12 aprilie 1925    |                 |
| 209 | The Adventures of Adenoid          | Paul Terry               | 19 aprilie 1925    |                 |
| 210 | Deep Stuff                         | Paul Terry               | 26 aprilie 1925    |                 |
| 211 | Permanent Waves                    | Paul Terry               | 3 mai 1925         |                 |
| 212 | Darkest Africa                     | Paul Terry               | 10 mai 1925        |                 |
| 213 | A Fast Worker                      | Paul Terry               | 17 mai 1925        |                 |
| 214 | Echoes from the Alps               | Paul Terry               | 24 mai 1925        |                 |
| 215 | Hot Times in Iceland               | Paul Terry               | 31 mai 1925        |                 |
| 216 | The Runt                           | Paul Terry               | 7 iunie 1925       |                 |
| 217 | The End of the World               | Paul Terry               | 14 iunie 1925      |                 |
| 218 | Runaway Balloon                    | Paul Terry               | 21 iunie 1925      |                 |
| 219 | Office Help                        | Paul Terry               | 28 iunie 1925      |                 |
| 220 | Wine, Women and Song               | Paul Terry               | 5 iulie 1925       |                 |
| 221 | When Men Were Men                  | Paul Terry               | 12 iulie 1925      |                 |
| 222 | For the Love of a Gal              | Paul Terry               | 19 iulie 1925      |                 |
| 223 | Bugville Field Day                 | Paul Terry               | 26 iulie 1925      |                 |
| 224 | Yarn About Yarn                    | Paul Terry               | 2 august 1925      |                 |
| 225 | Bubbles                            | Paul Terry               | 9 august 1925      |                 |
| 226 | Soap                               | Paul Terry               | 16 august 1925     |                 |
| 227 | Over the Plate                     | Paul Terry               | 23 august 1925     |                 |
| 228 | Window Washers                     | Paul Terry               | 30 august 1925     | Farmer Al Falfa |
| 229 | Barnyard Follies                   | Paul Terry               | 6 septembrie 1925  | Farmer Al Falfa |
| 230 | The Ugly Duckling                  | Paul Terry               | 13 septembrie 1925 | Farmer Al Falfa |
| 231 | Nuts and Squirrels                 | Paul Terry               | 20 septembrie 1925 |                 |
| 232 | Hungry Hounds                      | Paul Terry               | 27 septembrie 1925 |                 |
| 233 | The Lion and the Monkey            | Paul Terry               | 4 octombrie 1925   |                 |
| 234 | The Hero Wins                      | Paul Terry               | 11 octombrie 1925  |                 |
| 235 | Air-Cooled                         | Paul Terry               | 18 octombrie 1925  |                 |
| 236 | Closer Than a Brother              | Paul Terry               | 25 octombrie 1925  | Farmer Al Falfa |
| 237 | Laundry Man                        | Paul Terry               | 26 octombrie 1925  |                 |
| 238 | Wild Cats of Paris                 | Paul Terry               | 1 noiembrie 1925   |                 |
| 239 | The Honor System                   | Paul Terry               | 8 noiembrie 1925   |                 |
| 240 | More Mice Than Brains              | Paul Terry               | 15 noiembrie 1925  |                 |
| 241 | The Great Open Spaces              | Paul Terry               | 22 noiembrie 1925  |                 |
| 242 | A Day's Outing                     | Paul Terry               | 29 noiembrie 1925  |                 |
| 243 | The Bonehead Age                   | Paul Terry               | 6 decembrie 1925   |                 |
| 244 | The Haunted House                  | Paul Terry               | 13 decembrie 1925  |                 |
| 245 | The English Channel Swim           | Paul Terry               | 20 decembrie 1925  |                 |
| 246 | Noah Had His Troubles              | Paul Terry               | 27 decembrie 1925  |                 |
| 247 | The Gold Push                      | Paul Terry               | 3 ianuarie 1926    |                 |
| 248 | Three Blind Mice                   | Paul Terry               | 10 ianuarie 1926   |                 |
| 249 | Lighter Than Air                   | Paul Terry               | 17 ianuarie 1926   |                 |
| 250 | The Little Brown Jug               | Paul Terry               | 24 ianuarie 1926   |                 |
| 251 | The June Bride                     | Paul Terry               | 31 ianuarie 1926   |                 |
| 252 | The Wind Jammers                   | Paul Terry               | 7 februarie 1926   | Farmer Al Falfa |
| 253 | Hunting in 1950                    | Hugh Shields             | 14 februarie 1926  |                 |
| 254 | The Wicked City                    | Paul Terry               | 21 februarie 1926  |                 |
| 255 | The Mail Coach                     | Paul Terry               | 28 februarie 1926  |                 |
| 256 | Spanish Love                       | Paul Terry               | 7 martie 1926      |                 |
| 257 | The Fire Fighter                   | Paul Terry               | 14 martie 1926     |                 |
| 258 | Up in the Air                      | Frank Moser              | 21 martie 1926     |                 |
| 259 | Fly Time                           | Paul Terry               | 28 martie 1926     |                 |
| 260 | The Merry Blacksmith               | Paul Terry               | 4 aprilie 1926     |                 |
| 261 | Big Hearted Fish                   | Paul Terry               | 11 aprilie 1926    |                 |
| 262 | Hearts and Showers                 | Paul Terry               | 18 aprilie 1926    |                 |
| 263 | Rough and Ready Romeo              | Paul Terry               | 25 aprilie 1926    |                 |
| 264 | Farm Hands                         | Paul Terry               | 2 mai 1926         | Farmer Al Falfa |
| 265 | The Shootin' Fool                  | Paul Terry               | 9 mai 1926         |                 |
| 266 | An Alpine Flapper                  | Paul Terry               | 16 mai 1926        |                 |
| 267 | Liquid Dynamite                    | Paul Terry               | 23 mai 1926        |                 |
| 268 | A Bumper Crop                      | Paul Terry               | 30 mai 1926        |                 |
| 269 | The Big Retreat                    | Paul Terry               | 6 iunie 1926       |                 |
| 270 | Little Parade                      | Paul Terry               | 13 iunie 1926      |                 |
| 271 | The Land Boom                      | Paul Terry               | 20 iunie 1926      | Farmer Al Falfa |
| 272 | Plumber's Life                     | Paul Terry               | 27 iunie 1926      |                 |
| 273 | Jungle Sports                      | Paul Terry               | 4 iulie 1926       |                 |
| 274 | Chop Suey and Noodles              | Paul Terry               | 11 iulie 1926      |                 |
| 275 | Pirates Bold                       | Paul Terry               | 18 iulie 1926      |                 |
| 276 | Her Ben                            | Paul Terry               | 25 iulie 1926      |                 |
| 277 | Venus of Venice                    | Paul Terry               | 1 august 1926      |                 |
| 278 | Dough Boys                         | Paul Terry               | 8 august 1926      | Farmer Al Falfa |
| 279 | The Last Ha Ha                     | Paul Terry               | 15 august 1926     | Farmer Al Falfa |
| 280 | Scrambled Eggs                     | Paul Terry               | 22 august 1926     | Farmer Al Falfa |
| 281 | Pests                              | Paul Terry               | 4 septembrie 1926  |                 |
| 282 | A Buggy Ride                       | Paul Terry               | 11 septembrie 1926 |                 |
| 283 | Knight Out                         | Paul Terry               | 17 septembrie 1926 | Farmer Al Falfa |
| 284 | The Charleston Queen               | Paul Terry               | 19 septembrie 1926 |                 |
| 285 | Watered Stock                      | Paul Terry               | 26 septembrie 1926 |                 |
| 286 | Why Argue?                         | Paul Terry               | 3 octombrie 1926   | Farmer Al Falfa |
| 287 | The Road House                     | Paul Terry               | 10 octombrie 1926  |                 |
| 288 | Phoney Express                     | Paul Terry               | 17 octombrie 1926  |                 |
| 289 | Gun Shy                            | Paul Terry               | 24 octombrie 1926  |                 |
| 290 | Home Sweet Home                    | Paul Terry               | 31 octombrie 1926  |                 |
| 291 | Thru Thick and Thin                | Paul Terry               | 7 noiembrie 1926   | Farmer Al Falfa |
| 292 | In Vaudeville                      | Paul Terry               | 14 noiembrie 1926  |                 |
| 293 | Radio Controlled                   | Paul Terry               | 21 noiembrie 1926  |                 |
| 294 | Buck Fever                         | Paul Terry               | 28 noiembrie 1926  | Farmer Al Falfa |
| 295 | Hitting the Rails                  | Paul Terry               | 5 decembrie 1926   |                 |
| 296 | Bars and Stripes                   | Paul Terry               | 12 decembrie 1926  |                 |
| 297 | School Days                        | Paul Terry               | 19 decembrie 1926  |                 |
| 298 | Where Friendship Ceases            | Paul Terry               | 26 decembrie 1926  | Farmer Al Falfa |
| 299 | The Musical Parrot                 | Paul Terry               | 2 ianuarie 1927    |                 |
| 300 | Sink or Swim                       | Paul Terry               | 9 ianuarie 1927    |                 |
| 301 | Chasing Rainbows                   | Paul Terry               | 16 ianuarie 1927   |                 |
| 302 | The Plow Boy's Revenge             | Paul Terry               | 23 ianuarie 1927   |                 |
| 303 | Tit for Tat                        | Paul Terry               | 30 ianuarie 1927   |                 |
| 304 | In the Rough                       | Paul Terry               | 6 februarie 1927   |                 |
| 305 | The Crawl Stroke Kid               | Paul Terry               | 13 februarie 1927  |                 |
| 306 | The Mail Pilot                     | Paul Terry               | 20 februarie 1927  |                 |
| 307 | Cracked Ice                        | Paul Terry               | 27 februarie 1927  | Farmer Al Falfa |
| 308 | Taking the Air                     | Paul Terry               | 6 martie 1927      |                 |
| 309 | All for a Bride                    | Paul Terry               | 13 martie 1927     |                 |
| 310 | The Magician                       | Paul Terry               | 20 martie 1927     |                 |
| 311 | Keep Off the Grass                 | Paul Terry               | 27 martie 1927     |                 |
| 312 | The Medicine Man                   | Paul Terry               | 3 aprilie 1927     |                 |
| 313 | The Honor Man                      | Paul Terry               | 10 aprilie 1927    |                 |
| 314 | Anti-Fat                           | Paul Terry               | 17 aprilie 1927    |                 |
| 315 | Pie-Eyed Piper                     | Paul Terry               | 24 aprilie 1927    |                 |
| 316 | A Fair Exchange                    | Paul Terry               | 1 mai 1927         |                 |
| 317 | Bubbling Over                      | Paul Terry               | 8 mai 1927         |                 |
| 318 | When Snow Flies                    | Paul Terry               | 15 mai 1927        | Farmer Al Falfa |
| 319 | Horses, Horses, Horses             | Paul Terry               | 22 mai 1927        |                 |
| 320 | Digging for Gold                   | Paul Terry               | 29 mai 1927        |                 |
| 321 | A Dog's Day                        | Paul Terry               | 5 iunie 1927       |                 |
| 322 | Hard Cider                         | Paul Terry               | 12 iunie 1927      |                 |
| 323 | Monkey Shines                      | Paul Terry               | 15 iunie 1927*     | Farmer Al Falfa |
| 324 | Died in the Wool                   | Paul Terry               | 19 iunie 1927      |                 |
| 325 | One Man Dog                        | Paul Terry               | 26 iunie 1927      | Farmer Al Falfa |
| 326 | Big Reward                         | Paul Terry               | 3 iulie 1927       |                 |
| 327 | Riding High                        | Paul Terry               | 10 iulie 1927      |                 |
| 328 | The Love Nest                      | Paul Terry               | 17 iulie 1927      |                 |
| 329 | Subway Sally                       | Paul Terry               | 24 iulie 1927      |                 |
| 330 | The Bully                          | Paul Terry               | 31 iulie 1927      |                 |
| 331 | Ant Life as It Isn't               | Paul Terry               | 7 august 1927      |                 |
| 332 | Red Hot Sands                      | Paul Terry               | 14 august 1927     |                 |
| 333 | A Hole in One                      | Paul Terry               | 21 august 1927     | Farmer Al Falfa |
| 334 | Hook, Line and Sinker              | Paul Terry               | 28 august 1927     |                 |
| 335 | Small Town Sheriff                 | Paul Terry               | 4 septembrie 1927  | Farmer Al Falfa |
| 336 | Cutting a Melon                    | Paul Terry               | 11 septembrie 1927 |                 |
| 337 | In Again, Out Again                | Paul Terry               | 18 septembrie 1927 |                 |
| 338 | Human Fly                          | Paul Terry               | 25 septembrie 1927 |                 |
| 339 | River of Doubt                     | Paul Terry               | 2 octombrie 1927   |                 |
| 340 | All Bull and a Yard Wide           | Paul Terry               | 9 octombrie 1927   |                 |
| 341 | Lindy's Cat                        | Paul Terry               | 16 octombrie 1927  |                 |
| 342 | The Big Tent                       | Paul Terry               | 23 octombrie 1927  |                 |
| 343 | Brave Heart                        | Paul Terry               | 30 octombrie 1927  |                 |
| 344 | Signs of Spring                    | Paul Terry               | 6 noiembrie 1927   |                 |
| 345 | Saved by a Keyhole                 | Paul Terry               | 13 noiembrie 1927  |                 |
| 346 | The Fox Hunt                       | Paul Terry               | 20 noiembrie 1927  |                 |
| 347 | Flying Fishers                     | Paul Terry               | 27 noiembrie 1927  |                 |
| 348 | Carnival Week                      | John Foster              | 4 decembrie 1927   |                 |
| 349 | The Home Agent                     | Paul Terry               | 7 decembrie 1927   |                 |
| 350 | Rats in His Garrett                | Paul Terry               | 11 decembrie 1927  |                 |
| 351 | Christmas Cheer                    | Paul Terry               | 18 decembrie 1927  |                 |
| 352 | A Horse's Tale                     | Paul Terry               | 21 decembrie 1927  |                 |
| 353 | The Junk Man                       | Mannie Davis             | 25 decembrie 1927  | Farmer Al Falfa |
| 354 | The Broncho Buster                 | Paul Terry, Frank Moser  | 1 ianuarie 1928    |                 |
| 355 | A Short Circuit                    | Paul Terry               | 8 ianuarie 1928    | Farmer Al Falfa |
| 356 | High Stakes                        | Hugh Shields             | 15 ianuarie 1928   | Farmer Al Falfa |
| 357 | The Boy Friend                     | Paul Terry               | 22 ianuarie 1928   |                 |
| 358 | The Wandering Minstrel             | Harry Bailey             | 29 ianuarie 1928   |                 |
| 359 | The Good Ship Nellie               | Frank Moser              | 5 februarie 1928   |                 |
| 360 | Everybody's Flying                 | John Foster              | 12 februarie 1928  |                 |
| 361 | The Spider's Lair                  | Mannie Davis             | 19 februarie 1928  |                 |
| 362 | A Blaze of Glory                   | Mannie Davis             | 26 februarie 1928  |                 |
| 363 | The County Fair                    | Paul Terry               | 4 martie 1928      |                 |
| 364 | On the Ice                         | Frank Moser              | 11 martie 1928     |                 |
| 365 | The Son Shower                     | Paul Terry               | 18 martie 1928     |                 |
| 366 | Jungle Days                        | John Foster              | 25 martie 1928     |                 |
| 367 | Scaling the Alps                   | Mannie Davis             | 1 aprilie 1928     |                 |
| 368 | Barnyard Lodge Number One          | Frank Moser              | 8 aprilie 1928     |                 |
| 369 | A Battling Duet                    | Paul Terry, Harry Bailey | 15 aprilie 1928    |                 |
| 370 | The Flying Ape                     | Paul Terry, John Foster  | 22 aprilie 1928    |                 |
| 371 | Barnyard Artists                   | Hugh Shields             | 29 aprilie 1928    |                 |
| 372 | A Jungle Triangle                  | Mannie Davis             | 6 mai 1928         |                 |
| 373 | Coast to Coast                     | Frank Moser              | 13 mai 1928        | Farmer Al Falfa |
| 374 | War Bride                          | Paul Terry, Harry Bailey | 20 mai 1928        |                 |
| 375 | Happy Days                         | Paul Terry               | 27 mai 1928        |                 |
| 376 | The Flight That Failed             | Hugh Shields             | 3 iunie 1928       |                 |
| 377 | Puppy Love                         | Mannie Davis             | 10 iunie 1928      |                 |
| 378 | Ride 'Em Cowboy                    | Paul Terry               | 17 iunie 1928      |                 |
| 379 | The Mouse's Bride                  | Paul Terry               | 24 iunie 1928      | Farmer Al Falfa |
| 380 | City Slickers                      | Harry Bailey             | 1 iulie 1928       |                 |
| 381 | The Huntsman                       | Frank Moser              | 8 iulie 1928       | Farmer Al Falfa |
| 382 | The Baby Show                      | Mannie Davis             | 15 iulie 1928      |                 |
| 383 | The Early Bird                     | Paul Terry, John Foster  | 22 iulie 1928      |                 |
| 384 | Outnumbered                        | Hugh Shields             | 29 iulie 1928      |                 |
| 385 | Static                             | Paul Terry               | 4 august 1928      | Farmer Al Falfa |
| 386 | Our Little Nell                    | Frank Moser              | 5 august 1928      |                 |
| 387 | Sunny Italy                        | Mannie Davis             | 12 august 1928     |                 |
| 388 | A Cross Country Run                | Harry Bailey             | 19 august 1928     |                 |
| 389 | In the Bag                         | Jerry Shields            | 26 august 1928     | Farmer Al Falfa |
| 390 | Alaska or Bust                     | Paul Terry, Frank Moser  | 9 septembrie 1928  |                 |
| 391 | Sunday on the Farm                 | Paul Terry, John Foster  | 16 septembrie 1928 | Farmer Al Falfa |
| 392 | High Seas                          | Mannie Davis             | 23 septembrie 1928 |                 |
| 393 | The Magnetic Bat                   | Paul Terry               | 30 septembrie 1928 |                 |
| 394 | Kill or Cure                       | Hugh Shields             | 7 octombrie 1928   |                 |
| 395 | Monkey Love                        | Paul Terry, Mannie Davis | 14 octombrie 1928  |                 |
| 396 | Big Game                           | Paul Terry, Harry Bailey | 21 octombrie 1928  |                 |
| 397 | Laundry Man                        | Paul Terry               | 4 noiembrie 1928   |                 |
| 398 | Caught in the Draft                | Paul Terry               | 11 noiembrie 1928  |                 |
| 399 | A Polar Flight                     | Paul Terry               | 18 noiembrie 1928  |                 |
| 400 | On the Links                       | Paul Terry               | 25 noiembrie 1928  |                 |
| 401 | The Fishing Fool                   | Paul Terry               | 2 decembrie 1928   |                 |
| 402 | Day Off                            | Paul Terry, John Foster  | 9 decembrie 1928   |                 |
| 403 | Barnyard Politics                  | Paul Terry, Hugh Shields | 16 decembrie 1928  | Farmer Al Falfa |
| 404 | Flying Hoofs                       | Paul Terry, Harry Bailey | 23 decembrie 1928  |                 |
| 405 | Gridiron Demons                    | Paul Terry, Frank Moser  | 28 decembrie 1928  |                 |
| 406 | Mail Man                           | Paul Terry, Mannie Davis | 30 decembrie 1928  |                 |
| 407 | Land o' Cotton                     | Paul Terry, Frank Moser  | 6 ianuarie 1929    |                 |
| 408 | White Elephant                     | Paul Terry, Hugh Shields | 13 ianuarie 1929   |                 |
| 409 | Snapping the Whip                  | Paul Terry, Frank Moser  | 20 ianuarie 1929   | Farmer Al Falfa |
| 410 | The Break of Day                   | Paul Terry, Mannie Davis | 27 ianuarie 1929   |                 |
| 411 | Sweet Adeline                      | Paul Terry, Frank Moser  | 3 februarie 1929   |                 |
| 412 | Wooden Money                       | Paul Terry, John Foster  | 10 februarie 1929  | Farmer Al Falfa |
| 413 | Queen Bee                          | Paul Terry, Hugh Shields | 17 februarie 1929  |                 |
| 414 | Grandma's House                    | Paul Terry               | 24 februarie 1929  |                 |
| 415 | Back to the Soil                   | Paul Terry               | 3 martie 1929      |                 |
| 416 | A Lad and His Lamp                 | Paul Terry               | 10 martie 1929     |                 |
| 417 | The Black Duck                     | Paul Terry               | 17 martie 1929     |                 |
| 418 | The Big City                       | Paul Terry               | 24 martie 1929     |                 |
| 419 | The Under Dog                      | Paul Terry               | 31 martie 1929     |                 |
| 420 | The Cop's Bride                    | Paul Terry               | 7 aprilie 1929     |                 |
| 421 | The Big Shot                       | Paul Terry               | 12 aprilie 1929    |                 |
| 422 | The Water Cure                     | Paul Terry               | 14 aprilie 1929    | Farmer Al Falfa |
| 423 | Fight Game                         | Paul Terry               | 26 aprilie 1929    |                 |
| 424 | Homeless Cats                      | Paul Terry               | 26 aprilie 1929    |                 |
| 425 | Little Game Hunter                 | Paul Terry               | 5 mai 1929         |                 |
| 426 | Ball Park                          | Paul Terry               | 19 mai 1929        |                 |
| 427 | Fish Day                           | Paul Terry               | 26 mai 1929        |                 |
| 428 | Polo Match                         | Paul Terry               | 2 iunie 1929       |                 |
| 429 | Snow Birds                         | Paul Terry               | 3 iunie 1929       |                 |
| 430 | April Showers                      | Paul Terry               | 15 iunie 1929      |                 |
| 431 | Kidnapped                          | Paul Terry               | 23 iunie 1929      |                 |
| 432 | In His Cups                        | Paul Terry               | 30 iunie 1929      |                 |
| 433 | The Cold Steel                     | Paul Terry               | 7 iulie 1929       |                 |
| 434 | By Land and Air                    | John Foster              | 21 iulie 1929      |                 |
| 435 | A Midsummer's Day                  | Paul Terry               | 28 iulie 1929      |                 |
| 436 | Farmer's Goat                      | John Foster              | 29 iulie 1929      | Farmer Al Falfa |
| 437 | 3 Game Guys                        | Paul Terry               | 4 august 1929      |                 |
| 438 | Enchanted Flute                    | Frank Moser              | 11 august 1929     |                 |
| 439 | Cabaret                            | Frank Moser              | 14 august 1929     |                 |
| 440 | Wash Day                           | Mannie Davis             | 18 august 1929     |                 |
| 441 | Fruitful Farm                      | John Foster              | 22 august 1929     | Farmer Al Falfa |